# Bart de Graaff (schrijver)
Bart de Graaff (Middelburg, 9 juli 1959 - Pretoria, 30 maart 2024) was een Nederlands historicus, documentairemaker en schrijver. Hij had een bijzondere belangstelling voor Zuid-Afrika, met name voor de Afrikaanssprekende gemeenschappen in dat land.

## Biografie
De Graaff promoveerde in 1993 aan de Vrije Universiteit op een proefschrift met de titel De mythe van de stamverwantschap: Nederland en de Afrikaners, 1902-1930. Hij was enkele jaren hoofdredacteur van Maandblad Zuid-Afrika. Hij publiceerde regelmatig over de historische, taalkundige en culturele banden tussen Nederland en Zuid-Afrika. Zo deed hij In 1599 km tussen Amsterdam en Gouda (2012) verslag van een reis door plaatsen in Zuid-Afrika met een van oorsprong Nederlandse plaatsnaam. In 2016 was hij betrokken bij het project De weeskinderen van de VOC van de fotograaf Geert Snoeijer om in Australië, Indonesië en Zuidelijk Afrika nakomelingen van Nederlandse VOC-bemanningen op te sporen en in beeld te brengen. Hij schreef hierover het boek Ik Yzerbek dat in het Afrikaans werd vertaald.
De Graaff werkte als onderzoeker en scenarioschrijver samen met de Nederlands-Zuid-Afrikaanse regisseur en documentairemaker Saskia Vredeveld. Zij maakten samen o.a. de documentaires Hartseerland (1991), Out of Eden (2002) en Leaving Mandela Park (2010). Vredevelds film A Fool's Paradise (2019) ontstond naar aanleiding van De Graaffs boek 1599 km tussen Amsterdam en Gouda.
Hij overleed in 2024 onverwacht tijdens een bezoek aan Zuid-Afrika.

## Publicaties (selectie)
- Zeeuwen in Zuid-Afrika 2018. In: Zeeland - tijdschrift van het Koninklijk Zeeuws Genootschap der Wetenschappen. 27.3. p.83-88
- Ik, Yzerbek. 2016. ISBN 978-94-6319031-2 (vertaald in het Afrikaans als Ware Mense)
- Zeeuwen aan de Kaap: verhalen uit Zuid-Afrika. 2015. ISBN 978-90-79875-63-4
- Nederlands als poort naar Afrika . 2014. ISBN 978-90-5594-926-7
- 1599 km tussen Amsterdam en Gouda. Een ontdekkingstocht langs Nederlandse plaatsnamen in Zuid-Afrika. 2012, ISBN 978-90-5594-892-5
- Onbeantwoorde liefde: Nederlandse betweters en Afrikaner Boeren. 2010
- Apartheid: een aanzet tot begripsbepaling. 2000. ISBN 90-74112-19-6
- Steeds weer dat gezeur over Zuid-Afrika. 1998
- De mythe van de stamverwantschap: Nederland en de Afrikaners, 1902-1930. 1993. ISBN 90-74112-05-6
- De Nederlandse publieke opinie over apartheid 1948-1963: van begrip tot verwerping. 1985

## Films (selectie)
- Leaving Mandela Park (2010)
- Out of Eden (2002)
- Hartseerland (1991)

- Library of Congress Control Number: n2018035712
- Nederlandse Thesaurus van Auteursnamen: 113253001
- Virtual International Authority File: 289645184